# Trasparenza fonologica
La trasparenza fonologica (o fonemica) è il livello di corrispondenza tra grafemi e fonemi, ovvero, in altri termini, la corrispondenza fra linguaggio scritto e parlato.
Esistono lingue con un'alta corrispondenza scritto-parlato come lo spagnolo, l'italiano, il tedesco, il russo e lingue con una bassa corrispondenza scritto-parlato come il francese e, in misura più rilevante, l'inglese. Le prime vengono dette "trasparenti", le seconde "opache".
Alcuni studi  mettono in relazione l'opacità fonologica di una lingua con la diffusione di disturbi di origine neurobiologica come la dislessia. Si tratta però di temi oggetto di dibattito, i quali si inseriscono nella più ampia discussione scientifica sulla dislessia fra "teoria fonologica" (comunque prevalente) e "teoria magnocellulare" o sensomotoria.
Caratteristiche certe dell'opacità fonologica sono, invece, la necessità di compitare le parole (l'operazione che in lingua inglese viene comunemente indicata come spelling) e maggiori difficoltà per tutte le tecnologie di riconoscimento vocale.
Molte lingue artificiali, come l'esperanto e gli esperantidi sono costruite proprio sulla base di un'opacità tendente allo 0, cioè su un basso livello di discrasia fra scritto e parlato. La trasparenza fonologica è un aspetto della più generale trasparenza linguistica.